# Canton de Vitteaux
Le canton de Vitteaux était une division administrative française située dans le département de la Côte-d'Or. 

## Géographie
Ce canton était organisé autour de Vitteaux, dans l'arrondissement de Montbard. Son altitude variait de 269 m (Brain) à 567 m (Charny) pour une altitude moyenne de 379 m.

## Histoire
Depuis le redécoupage cantonal de 2014, le canton de Vitteaux est intégré au canton de Semur-en-Auxois.

## Représentation

### Conseillers généraux de 1833 à 2015
| Période | Période      | Identité                         | Étiquette    | Qualité |
| ------- | ------------ | -------------------------------- | ------------ | --- |
| 1998    | 2015         | François Sauvadet                | UDF puis UDI | Président du Conseil général de la Côte-d'Or conseiller régional de Bourgogne-Franche-Comté Député de la Côte-d'Or Ancien Ministre Ancien maire de Vitteaux (1995-2008) Elu en 2015 dans le Canton de Semur-en-Auxois |
| 1961    | 1998         | Gilbert Mathieu                  | RI puis UDF  | Notaire Député (1968-1993) Maire de Vitteaux (1965-1982 et 1989-1995) |
| 1945    | 1961         | Robert Kuhn                      | Rad.         | Docteur en médecine Maire de Vitteaux Président du Conseil général (1946-1951) |
|         |              |                                  |              | |
| 1943    | 1945         | Etienne Vialannes                |              | Maire de Marcellois Nommé conseiller départemental en 1943 |
|         |              |                                  |              | |
| 1925    | 1940         | Robert Kuhn (1886-1965)          | Rad.         | Docteur en médecine Maire de Vitteaux, nommé membre de la Commission administrative départementale en 1941 (révoqué par le Gouvernement de Vichy en 1943)                                                             |
| 1919    | 1925         | Charles-Frédéric Pierre-Géringer | RG           | Publiciste, Vitteaux |
| 1899    | 1919         | François Guillemard              | Républicain  | Ancien notaire à Vitteaux, conseiller d'arrondissement |
| 1889    | 1899 (décès) | Pierre Berthoud (1831-1899)      | Républicain  | Pharmacien, maire de Vitteaux, conseiller d'arrondissement |
| 1875    | 1889 (décès) | François Belime fils (1821-1889) | Républicain  | Ancien notaire Maire de Vitteaux |
| 1845    | 1875 (décès) | Nestor Lacoste (1803-1875)       |              | Médecin - Maire de Vitteaux |
| 1833    | 1845         | Edme Bordot Godard (1783-?)      |              | Négociant - Maire de Vitteaux |

### Conseillers d'arrondissement (de 1833 à 1940)
Le canton de Vitteaux faisait partie de l'arrondissement de Semur jusqu'à sa disparition en 1926.
| Période                                  | Période           | Identité                                | Étiquette   | Qualité |
| ---------------------------------------- | ----------------- | --------------------------------------- | ----------- | --- |
| 1833                                     | 1852              | François Joseph Belime père (1790-1863) |             | Notaire royal, adjoint au maire de Vitteaux                                                                 |
| 1852                                     | 1861              | Noël Laureau-Guényot (1790-1862)        |             | Arpenteur-Géomètre, maire d'Arnay-sous-Vitteaux                                                             |
| 1861                                     | 1871              | François Bélime fils                    |             | Avocat, ancien juge de paix, propriétaire à Vitteaux                                                        |
| 1871                                     | 1881 (décès)      | Edme Millot                             |             | Vétérinaire à Vitteaux, Président du Conseil d'arrondissement                                               |
| 26 juin 1881                             | 1889              | Pierre Berthoud                         | Républicain | Pharmacien, adjoint au maire de Vitteaux                                                                    |
| 1889                                     | 1899              | François Guillemard                     | Républicain | Notaire, propriétaire à Vitteaux                                                                            |
| 16 juil. 1899                            | 1910 (annulation) | Jules Picard                            | Républicain | Maire de Vitteaux, Président du Conseil d'arrondissement, Président du comice agricole                      |
| Nov.1910                                 | 1930 (décès)      | Victor Émile Kuhn (1854-1930)           | Radical     | Médecin à Vitteaux, Président du conseil d'arrondissement (1927-1930)                                       |
| 16 février 1930                          | 1940              | Louis Boisseau                          | RG          | Notaire à Vitteaux                                                                                          |
| 1940                                     |                   |                                         |             | Les conseils d'arrondissement ont été suspendus par la loi du 12 octobre 1940 et n'ont jamais été réactivés |
| Les données manquantes sont à compléter. |                   |                                         |             | |

## Composition
L'ancien canton de Vitteaux regroupait 28 communes :
| Communes                 | Population (2012) | Code postal | Code Insee |
| ------------------------ | ----------------- | ----------- | ---------- |
| Arnay-sous-Vitteaux      | 146               | 21350       | 21024      |
| Avosnes                  | 73                | 21350       | 21040      |
| Beurizot                 | 110               | 21350       | 21069      |
| Boussey                  | 45                | 21350       | 21097      |
| Brain                    | 23                | 21350       | 21100      |
| Champrenault             | 41                | 21690       | 21141      |
| Charny                   | 34                | 21350       | 21147      |
| Chevannay                | 46                | 21540       | 21168      |
| Dampierre-en-Montagne    | 68                | 21350       | 21224      |
| Gissey-le-Vieil          | 104               | 21350       | 21298      |
| Marcellois               | 24                | 21350       | 21377      |
| Marcilly-et-Dracy        | 95                | 21350       | 21381      |
| Massingy-lès-Vitteaux    | 101               | 21350       | 21395      |
| Posanges                 | 45                | 21350       | 21498      |
| Saffres                  | 105               | 21350       | 21537      |
| Sainte-Colombe-en-Auxois | 59                | 21350       | 21544      |
| Saint-Hélier             | 25                | 21690       | 21552      |
| Saint-Mesmin             | 99                | 21540       | 21563      |
| Saint-Thibault           | 138               | 21350       | 21576      |
| Soussey-sur-Brionne      | 102               | 21350       | 21613      |
| Thorey-sous-Charny       | 153               | 21350       | 21633      |
| Uncey-le-Franc           | 54                | 21350       | 21649      |
| Velogny                  | 32                | 21350       | 21662      |
| Vesvres                  | 25                | 21350       | 21672      |
| Villeberny               | 74                | 21350       | 21690      |
| Villeferry               | 36                | 21350       | 21694      |
| Villy-en-Auxois          | 209               | 21350       | 21707      |
| Vitteaux                 | 1 114             | 21350       | 21710      |

## Démographie
| 1962  | 1968  | 1975  | 1982  | 1990  | 1999  | 2006  | 2011  | 2012  |
| ----- | ----- | ----- | ----- | ----- | ----- | ----- | ----- | ----- |
| 3 974 | 3 820 | 3 469 | 3 301 | 3 255 | 3 180 | 3 272 | 3 348 | 3 350 |